# 破墨山水圖
破墨山水圖（日语：／ haboku sansuizu）是日本畫家雪舟於西元1495年所繪的以破墨山水畫作，長148.6公分，寬32.7公分，收藏於東京國立博物館，為日本國寶之一。圖畫上方有雪舟本人的自序及當代僧人的題詩，為已確認為雪舟真跡的重要作品。
繪者雪舟為室町時代日本禪意山水畫中集大成者，原為相國寺僧人。不但奠定日本山水畫的基礎，也促使其日後的蓬勃發展。

## 賞析

破墨山水圖（全圖）

破墨山水圖中，上半部為雪舟的自序、及月翁周鏡、蘭坡景茞、天隱龍澤、正宗龍統、了庵桂悟、景徐周麟的贊。畫作部分運用「破墨技法」──即將兩種不同深度、乾濕程度的墨，在未乾時追加上去的方法──所畫出的山水圖。
畫中用濃淡不同的墨色，分別描繪山的主體（淡色的墨）、與山上林相的細部枝葉。畫中並沒有特地勾勒出輪廓線，而是透過整個墨跡構成山水的樣貌，用減筆方式表達出更多的意境；並在畫面左側透過水分多的淡墨暈開的方式，配合紙上的留白，顯現雲霧繚繞朦朧感，全然沒有紙張邊界嘎然斷掉之感，十分自然。在畫中的主體後面，也運用相同畫法，畫出背景的山岳，紙上的留白與墨的漸層就猶如雲霧環繞層層迷濛的山岳一般。

## 作品與禪宗思想
此作品試圖以最少的筆墨去表現最大的效果富禪意，與禪宗強調「不立文字，教外別傳，直指人心，見性成佛」，一切不依靠文字、語言，而是用自身體驗來領悟佛法的中心思想不謀而合。畫面簡於象而意深，筆減而境勝，畫中同時表達虛與實，如笪重光所述：「虛實相生，無畫處皆成妙境」。
禪畫之簡約風格可分為兩類：一為形象的簡略：即「減筆」畫，在作畫媒材上用儘量少的墨跡與線條，用最簡樸、洗鍊的風格去描繪想表達的意象與物體，用最少的筆墨表達最多的意境，與華嚴經中「一即多，多即一」一句互相呼應。除了形象簡略之外，在畫面構圖上，相對於西方油畫充滿整個畫面的布局而言，禪畫的留白是一大特色。留白處可提供創作者、觀者一個投射的屏幕，讓其心中的餘韻迴旋。此兩項特點「減筆」與「留白」在此圖中皆可以很容易地觀察到。